# MÁV-TRAKCIÓ
MÁV-TRAKCIÓ Zrt. (VKM: MÁVTR) byla maďarská železniční společnost, která se zabývala poskytováním trakčních služeb (tj. lokomotiv včetně personálu) železničním dopravcům na maďarské železniční síti.

## Historie
Společnost vznikla 1. ledna 2008 vyčleněním z mateřské společnosti MÁV. Ta si ponechala 90% podíl ve firmě, zbývajících 10 % patřilo provozovateli osobní dopravy MÁV-START. Pro činnost firmy bylo mateřskou společností poskytnuto více než tisíc elektrických, motorových a parních lokomotiv. K 1. lednu 2014 byla společnost začleněna do firmy MÁV-START.